# Neomochtherus cythereius
Neomochtherus cythereius är en tvåvingeart som beskrevs av Tsacas 1965. Neomochtherus cythereius ingår i släktet Neomochtherus och familjen rovflugor. Inga underarter finns listade i Catalogue of Life.